# Комесараць
45°06′ пн. ш. 15°44′ сх. д. / 45.10° пн. ш. 15.73° сх. д.
Комесараць (хорв. Komesarac) — населений пункт у Хорватії, у Карловацькій жупанії у складі громади Цетинград.

## Населення
Населення за даними перепису 2011 року становило 155 осіб.
Динаміка чисельності населення поселення: